# Семенюк Андрій Семенович
Семенюк Андрій Семенович — солдат Збройних сил України.
Станом на серпень 2015-го демобілізований, проживає в Широколанівці, Веселинівський район.

## Нагороди
За особисту мужність і героїзм, виявлені у захисті державного суверенітету та територіальної цілісності України, вірність військовій присязі, відзначений — нагороджений
- 27 червня 2015 року — орденом «За мужність» III ступеня,